# Список кавалеров «Бхарат ратна»
Бхарат ратна — высшая гражданская награда Индии, «знак признания заслуг перед обществом высшего уровня». Учреждена в 1954 году. В среднем производится менее одного награждения в год. На 2024 год ей награждено 53 человека.
| Год           | Портрет | Кавалер                                                             | Должность / Титул |
| ------------- | ------- | ------------------------------------------------------------------- | --- |
| 1954          |         | Чакраварти Раджгопалачария (1878—1972)                              | Последний генерал-губернатор Британской Индии (1948—1950) и единственный индиец на этом посту. Министр в правительстве независимой Индии. |
| 1954          |         | Чандрасекхара Венката Раман (1888—1970)                             | Физик, лауреат Нобелевской премии по физике (1930), первооткрыватель Эффекта Рамана (первенство оспаривается, работа велась параллельно с российскими учёными), организатор индийской науки. |
| 1954          |         | Сарвепалли Радхакришнан (1888—1975)                                 | Религиозный философ, Посол Индии в СССР, Первый Вице-президент Индии (1952—1962), Второй Президент Индии (1962—1967). |
| 1955          |         | Бхагван Дас (1869—1958)                                             | Религиозный философ. |
| 1955          |         | Мокшагундам Висвесварая (1860—1962)                                 | Инженер и государственный деятель колониальной эпохи. |
| 1955          |         | Джавахарлал Неру (1889—1964)                                        | Первый Премьер-министр Индии (1947—1964). |
| 1957          |         | Говинд Баллабх Пант (1887—1961)                                     | Глава правительства штата Уттар-Прадеш (1937—1939, 1946—1954). |
| 1958          |         | Дхондо Кешав Карве (1858—1962)                                      | Социальный реформатор, борец за права женщин. |
| 1961          |         | Бидхан Чандра Рой (1882—1962)                                       | Глава правительства штата Западная Бенгалия (1948—1962). |
| 1961          |         | Пурушоттам Дас Тандон (1882—1962)                                   | Индийский политик, добившийся присвоения хинди статуса официального языка. |
| 1962          |         | Раджендра Прасад (1884—1963)                                        | Первый Президент Индии (1950—1962). |
| 1963          |         | Закир Хуссейн (1897—1969)                                           | Второй Вице-президент Индии (1962—1967). Третий Президент Индии (1967—1969). |
| 1963          |         | Пандуранг Ваман Кане (1880—1972)                                    | Учёный-индолог и исследователь санскрита. |
| 1966          |         | Лал Бахадур Шастри (1904—1966). Награждён посмертно.                | Второй Премьер-министр Индии (1964—1966). |
| 1971          |         | Индира Ганди (1917—1984)                                            | Третий Премьер-министр Индии (1966—1977). Шестой Премьер-министр Индии (1980—1984) |
| 1975          |         | Варахагири Венката Гири (1894—1980)                                 | Третий Вице-президент Индии (1967—1969). Четвёртый Президент Индии (1969—1974). |
| 1976          |         | Кумарасами Камарадж (1903—1975). Награждён посмертно.               | Глава правительства штата Тамил-Наду (1954—1963). |
| 1980          |         | Мать Тереза (1910—1997)                                             | католическая монахиня, основательница монашеского ордена Сестёр Матери Терезы, лауреат Нобелевской премии мира (1979). |
| 1983          |         | Виноба Бхаве (1895—1982). Награждён посмертно.                      | Религиозный философ, соратник Махатмы Ганди, идеолог ненасилия. |
| 1987          |         | Абдул Гаффар-хан (1890—1988)                                        | Мусульманин, соратник Махатмы Ганди, идеолог ненасилия. |
| 1988          |         | Марудур Гопалан Рамачандран (1917—1987). Награждён посмертно.       | Актёр и деятель киноиндустрии, Глава правительства штата Тамил-Наду (1977—1987). |
| 1990          |         | Бхимрао Рамджи Амбедкар (1891—1956). Награждён посмертно.           | Лидер Неприкасаемых, сторонник и пропагандист непопулярного в современной Индии Буддизма, критик Индуизма, борец против кастовых различий, автор действующей Индийской конституции. |
| 1990          |         | Нельсон Мандела (1918—2013)                                         | 8-й Президент ЮАР, лауреат Нобелевской премии мира (1993). |
| 1991          |         | Раджив Ганди (1944—1991). Награждён посмертно.                      | Седьмой Премьер-министр Индии (1984—1989). |
| 1991          |         | Валлабхаи Патель (1875—1950). Награждён посмертно.                  | Индийский политик, «Бисмарк Индии», добившийся воссоединения сотен мелких княжеств, бывших британских протекторатов, в единое государство. |
| 1991          |         | Морарджи Десаи (1896—1995)                                          | Четвёртый Премьер-министр Индии (1977—1979). |
| 1992          |         | Абдул Калам Азад (1888—1958). Награждён посмертно.                  | Противник конфронтации индусов и мусульман, министр и реформатор образования. |
| 1992          |         | Джехангир Ратанджи Дадабхой Тата (1904—1993)                        | Крупный бизнесмен и филантроп. |
| 1992          |         | Сатьяджит Рай (1921—1992)                                           | Режиссёр, продюсер, композитор. |
| 1997          |         | Гулзарилал Нанда (1898—1998)                                        | Дважды исполняющий обязанности премьер-министра Индии (1964; 1966). |
| 1997          |         | Аруна Асаф Али (1909—1996). Награждена посмертно.                   | Активистка борьбы Индии за Независимость, мэр Дели. |
| 1997          |         | Абдул Калам (1931—2015)                                             | Индийский учёный в области ракетостроения, ядерных вооружений, обороны и высоких технологий, 11-й Президент Индии (2002—2007). |
| 1998          |         | Мадурай Санмукхавадиву Суббулакшми (1916—2004)                      | Певица и музыкант. |
| 1998          |         | Чидамбарам Субраманьям (1910—2000)                                  | Политик, неоднократно бывший министром (обороны, финансов, сельского хозяйства) и особенно известный реформой по внедрению удобрений и новых сортов семян. |
| 1999          |         | Джаяпракаш Нараян (1902—1979). Награждён посмертно.                 | Оппозиционер режиму Индиры Ганди, также кавалера Бхарат ратна. |
| 1999          |         | Рави Шанкар (1920—2012)                                             | Виртуоз игры на ситаре — национальном индийском инструменте. |
| 1999          |         | Амартия Сен (род. 1933)                                             | Экономист, лауреат Нобелевской премии по экономике (1998). |
| 1999          |         | Гопинатх Бордолой (1890—1950). Награждён посмертно.                 | Глава правительства штата Ассам (1946—1950). |
| 2001          |         | Лата Мангешкар (1929—2022)                                          | Певица, записавшая песни более чем для тысячи индийских фильмов. |
| 2001          |         | Бисмилла Хан (1913—2006)                                            | Виртуоз игры на шахнае, национальном индийском инструменте. |
| 2009          |         | Бхимсен Джоши (1922—2011)                                           | Индийский певец, исполнитель классической и религиозной музыки. |
| 2013          |         | Чинтамани Нагеса Рамачандра Рао (род. 1934)                         | Химик, лауреат ряда престижных научных наград. Решение о присуждении награды оспаривалось в суде, профессора Рао обвиняли в плагиате и маловероятном (1400) количестве печатных работ, что считалось указанием на необоснованное соавторство. Иск был отклонён.                                                                               |
| 2013          |         | Сачин Тендулкар (род. 1973)                                         | Игрок в крикет, рекордсмен. Решение о присуждении награды оспаривалось в суде, так как Тендулкар на момент награждения баллотировался в парламент, и награждение сочли давлением на избирателей, но иск был отклонён. |
| 2015          |         | Мадан Мохан Малавия (1861—1946). Награждён посмертно.               | Адвокат и журналист. Основатель просветительского общества «Хинду самадж». Деятель Индийского национального конгресса |
| 2015          |         | Атал Бихари Ваджпаи (1924—2018)                                     | Одиннадцатый Премьер-министр Индии (1996). Четырнадцатый Премьер-министр Индии (1998—2004). |
| 2019          |         | Пранаб Мукерджи (1935—2020)                                         | Тринадцатый Президент Индии (2012—2017). Ранее занимал посты министра обороны (2004—2006), иностранных дел (2006—2009) и финансов (1982—1984 и 2009—2012). |
| 2019          |         | Бхупен Хазарика (1926—2011). Награждён посмертно.                   | Закадровый исполнитель, автор текстов, музыкант, певец, поэт и режиссер из Ассама. |
| 2019          |         | Нанаджи Дешмукх (1916—2010). Награждён посмертно.                   | Общественный деятель, лидер партии Бхаратия Джана Сангх, а также член Раджья сабха. |
| 2024          |         | Карпури Тхакур (1924-1988). Награждён посмертно.                    | Главный министр штата Бихар (с 1970 по 1971 год и с 1977 по 1979 год). |
| 2024          |         | Лал Кришна Адвани (род. 1927).                                      | Заместитель премьер-министра Индии (с 2002 по 2004 год), Министр внутренних дел Индии (с 1998 по 2004 год). |
| 2024          |         | Памулапарти Венката Нарасимха Рао (1921-2004). Награждён посмертно. | Десятый Премьер-министр Индии (с 1991 по 1996 год). |
| 2024          |         | Чоудхари Чаран Сингх (1902-1987). Награждён посмертно.              | Шестой Премьер-министр Индии (с 1979 по 1980 год). |
| 2024          |         | Монокомпу Самбасиву Сваминатан (1925-2023). Награждён посмертно.    | Агроном, генетик, администратор. |
| Особый случай |         | Субхас Чандра Бос (1897—1945)                                       | Индийский политик, сотрудничавший в годы Второй мировой войны с германскими нацистами и японскими милитаристами, почитаемый в Индии, как борец за независимость от Британии. О награждении было предварительно объявлено в 1992 году, награждение было оспорено в суде, и признано несостоявшимся, от оценки деятельности Боса суд уклонился. |